# .rs
.rs è il dominio di primo livello nazionale assegnato alla Serbia.
In seguito alla dissoluzione della Jugoslavia, il dominio .yu venne  temporaneamente usato dalla Serbia e Montenegro (a cui fu assegnato .cs, tuttavia inutilizzato). In seguito al referendum sull'indipendenza del Montenegro del 2006, Serbia e Montenegro hanno rispettivamente ottenuto l'assegnazione di .rs e .me.
Alcuni domini .rs sono associati a progetti che utilizzano Rust, tra cui Ruffle.
Nel 2010 ICANN ha approvato il dominio internazionalizzato .срб (xn--90a3ac).